# Марион (Тексас)
Марион (енгл. Marion) град је у америчкој савезној држави Тексас. По попису становништва из 2010. у њему је живело 1.066 становника.

## Демографија
Према попису становништва из 2010. у граду је живело 1.066 становника, што је 33 (3,0%) становника мање него 2000. године.
| Група             | 2000.       | 2010.       |
| Белци             | 603 (54,9%) | 531 (49,8%) |
| Афроамериканци    | 66 (6,0%)   | 52 (4,9%)   |
| Азијати           | 12 (1,1%)   | 16 (1,5%)   |
| Хиспаноамериканци | 409 (37,2%) | 463 (43,4%) |
| Укупно            | 1.099       | 1.066       |